# マリック・フォファナ
マリック・マルタン・フォファナ（Malick Martin Fofana, 2005年3月31日 - ）は、ベルギー・アールスト出身のサッカー選手。リーグ・アン・リヨン所属。ベルギー代表。ポジションはフォワード。

## クラブ経歴

### ヘント
2014年にヘントの下部組織に加入。2022年1月にプロ契約を結んだ。
2022年7月17日のベルギー・スーパーカップ・クラブ・ブルッヘ戦でプロデビュー、7月30日の第2節シント＝トロイデン戦でリーグデビューを果たした。
2023年6月28日、ヘントとの契約を2年間延長した。

### リヨン
2024年1月10日、リヨンと4年半契約を結び完全移籍。1月14日、リーグ・アン第18節ル・アーヴル戦でエインズリー・メイトランド＝ナイルズとの交代で移籍後初出場。1月20日、クープ・ドゥ・フランスのベルジュラック・ペリゴール戦で初先発、37分には移籍後初ゴールを決めた。

## 代表経歴
2020年から世代別のベルギー代表に招集されている。
2022年、U-17ベルギー代表としてUEFA U-17欧州選手権に出場した。
2024年10月10日、UEFAネーションズリーグ2024-25・イタリア戦でA代表デビューを果たした。

## 個人成績

### クラブ
| クラブ         | シーズン | リーグ                              | リーグ戦 | リーグ戦 | カップ戦 | カップ戦 | 国際大会 | 国際大会 | その他 | その他 | 合計 | 合計 |
| クラブ         | シーズン | リーグ                              | 出場     | 得点     | 出場     | 得点     | 出場     | 得点     | 出場   | 得点   | 出場 | 得点 |
| -------------- | -------- | ----------------------------------- | -------- | -------- | -------- | -------- | -------- | -------- | ------ | ------ | ---- | ---- |
| ヨング・ヘント | 2022-23  | ベルギー・ナショナル・ディビジョン1 | 13       | 4        | -        | -        | -        | -        | -      | -      | 13   | 4    |
| ヘント         | 2022-23  | ベルギー・プロ・リーグ              | 22       | 0        | 3        | 1        | 7        | 0        | 1      | 0      | 33   | 1    |
| ヘント         | 2023-24  | ベルギー・プロ・リーグ              | 19       | 2        | 2        | 0        | 10       | 2        | -      | -      | 31   | 4    |
| ヘント         | 通算     | 通算                                | 41       | 2        | 5        | 1        | 17       | 2        | 1      | 0      | 64   | 5    |
| リヨン         | 2023-24  | リーグ・アン                        | 17       | 3        | 4        | 1        | -        | -        | -      | -      | 21   | 4    |
| リヨン         | 2024-25  | リーグ・アン                        | 29       | 5        | 2        | 0        | 10       | 6        | -      | -      | 41   | 11   |
| リヨン         | 通算     | 通算                                | 46       | 8        | 6        | 1        | 10       | 6        | -      | -      | 62   | 15   |
| 総通算         | 総通算   | 総通算                              | 100      | 14       | 11       | 2        | 27       | 8        | 1      | 0      | 139  | 24   |

### 代表
国際Aマッチ 1試合 0得点（2024年 - ）
| ベルギー代表 | 国際Aマッチ | 国際Aマッチ |
| 年           | 出場        | 得点        |
| ------------ | ----------- | ----------- |
| 2024         | 1           | 0           |
| 通算         | 1           | 0           |